# Костюков, Михаил Иванович
Михаил Иванович Костюков (23 октября 1926 — 24 февраля 1945) — сержант РККА, участник Великой Отечественной войны, Герой Советского Союза (1945).

## Биография
Михаил Костюков родился 23 октября 1926 года в селе Бобровка (ныне — Троицкий район Челябинской области). После окончания девяти классов школы работал в колхозе. В сентябре 1943 года Костюков был призван на службу в Рабоче-крестьянскую Красную Армию. Окончил школу сержантов. С апреля 1944 года — на фронтах Великой Отечественной войны. К февралю 1945 года сержант Михаил Костюков командовал пулемётным расчётом 459-го стрелкового полка 42-й стрелковой дивизии 49-й армии 2-го Белорусского фронта. Отличился во время освобождения Польши.
13 февраля 1945 года во время боя за деревню Косово в 14 километрах к юго-востоку от города Тухоля Костюков уничтожил огнём своего пулемёта большое количество солдат и офицеров противника. 24 февраля 1945 года он погиб в бою в районе деревни Вайссбрух к 8 километрах к северо-западу от города Черск. Похоронен в Черске.
Указом Президиума Верховного Совета СССР от 29 июня 1945 года сержант Михаил Костюков посмертно был удостоен высокого звания Героя Советского Союза. Также посмертно был награждён орденом Ленина.
В честь Костюкова названа улица в Бобровке, установлена мемориальная доска на его доме (15 дом по ул. Костюкова) и установлен бюст в Троицке.